# Pseudolimnophila illegitima
Pseudolimnophila illegitima är en tvåvingeart som beskrevs av Alexander 1931. Pseudolimnophila illegitima ingår i släktet Pseudolimnophila och familjen småharkrankar. Inga underarter finns listade i Catalogue of Life.